# Воловіца
Воловіца (рум. Voloviţa) — село в Молдові у Сороцькому районі. Адміністративний центр однойменної комуни, до складу якої також входить село Александру-чел-Бун.

## Географія
Воловіца розташована на автостраді республіканського значення Сороки — Кишинів за 7 км від Сорок, за 30 км від залізничної станції Флорешти і за 43 км від залізничної станції Дрокія. Село розташоване неподалік від українського кордону, відстань до найближчого пункту пропуску — 8 км.

## Населення
Згідно з переписом 2004 року в селі проживало 1891 чол., з них 928 чоловіків, 967 жінок, 393 дитини, 387 пенсіонерів. Бюджетні працівники — 64 особи, у сільському господарстві зайняті 650 чол., 77 жителів працюють в Сороках, 195 — за межами Молдови.
Національний склад: молдовани — 1835 чол., українці — 26, росіяни — 22, інші — 9.

## Історія
В 1836 році в селі було 38 селянських господарств, 95 чоловіків та 90 жінок, 951 десятина орної землі, 177 десятин лісу, 20 десятин садів і 12 десятин тютюну. Селом володів дворянин Тарчевський.
За даними етнографічної експедиції 1869—1870 років під керівництвом Павла Чубинського, у селі здебільшого проживали українці, населення розмовляло лише українською мовою.